# Brodło (skała)
Brodło – wybitna skała na wschodnim zboczu Doliny Szklarki na Wyżynie Krakowsko-Częstochowskiej. Wznosi się w miejscowości Szklary, powyżej niedawno wybudowanego kościoła. Szczyt Brodła zwieńczony jest krzyżem. Względna wysokość od podstawy do krzyża wynosi 43 m.
Skała zbudowana jest z pochodzących z okresu górnej jury wapieni skalistych oraz uławicowanych. W górnej jurze znajdowało się tutaj płytkie morze szelfowe, w którym rozwijały się organizmy tworzące rafopodobne struktury organiczne. Były to sinice i gąbki krzemionkowe. Na stokach tworzonych przez nie struktur, oraz w zagłębieniach między nimi powstawały wapienie uławicowane. Szczegółowo budowę geologiczną i genezę powstania skały Brodło opisuje umieszczona na łączce przy kościele w Szklarach tablica opracowana przez specjalistów z Akademii Górniczo-Hutniczej w Krakowie w ramach projektu Małopolski Szlak Geoturystyczny.
Skała Brodło jest udostępniona dla wspinaczki skalnej. W Dolinkach Podkrakowskich jest jedną z najwyższych skał wspinaczkowych. Tworzy rozległy masyw, w którym wspinacze wyróżniają kilka sektorów. Ściany Brodła mają wysokość 14–30 m:
- Biała Ścianka – nieduża i zamknięta okapem ściana w lewej (patrząc od dołu) części masywu,
- Szare Płyty – dwie wysokie ściany znajdujące się w środkowej części. Oddziela je zarastająca rysa,
- Świecznik – wybitny filar w środkowej części. Silnie już zarośnięty. Jego górną część przebija okno skalne (z dołu niewidoczne),
- Ściana Główna – szeroka ściana z półką. Półka znajduje się na wysokości kilkunastu metrów od podstawy masywu. Dla wspinaczy interesująca jest ściana ponad półką,
- Ściana Południowa – szeroka ściana na południowej stronie masywu. Są w niej liczne okapy i rysy oraz duże kruszyzny[3].

W Brodle znajdują się jaskinie i schroniska: Grotka w Brodle, Jaskinia pod Okapem w Brodle, Nyża w Brodle, Rurka w Brodle, Rurka w Brodle Druga, Schron z Matką Boską w Brodle, Szczelina w Brodle Pierwsza, Szczelina w Brodle Druga.

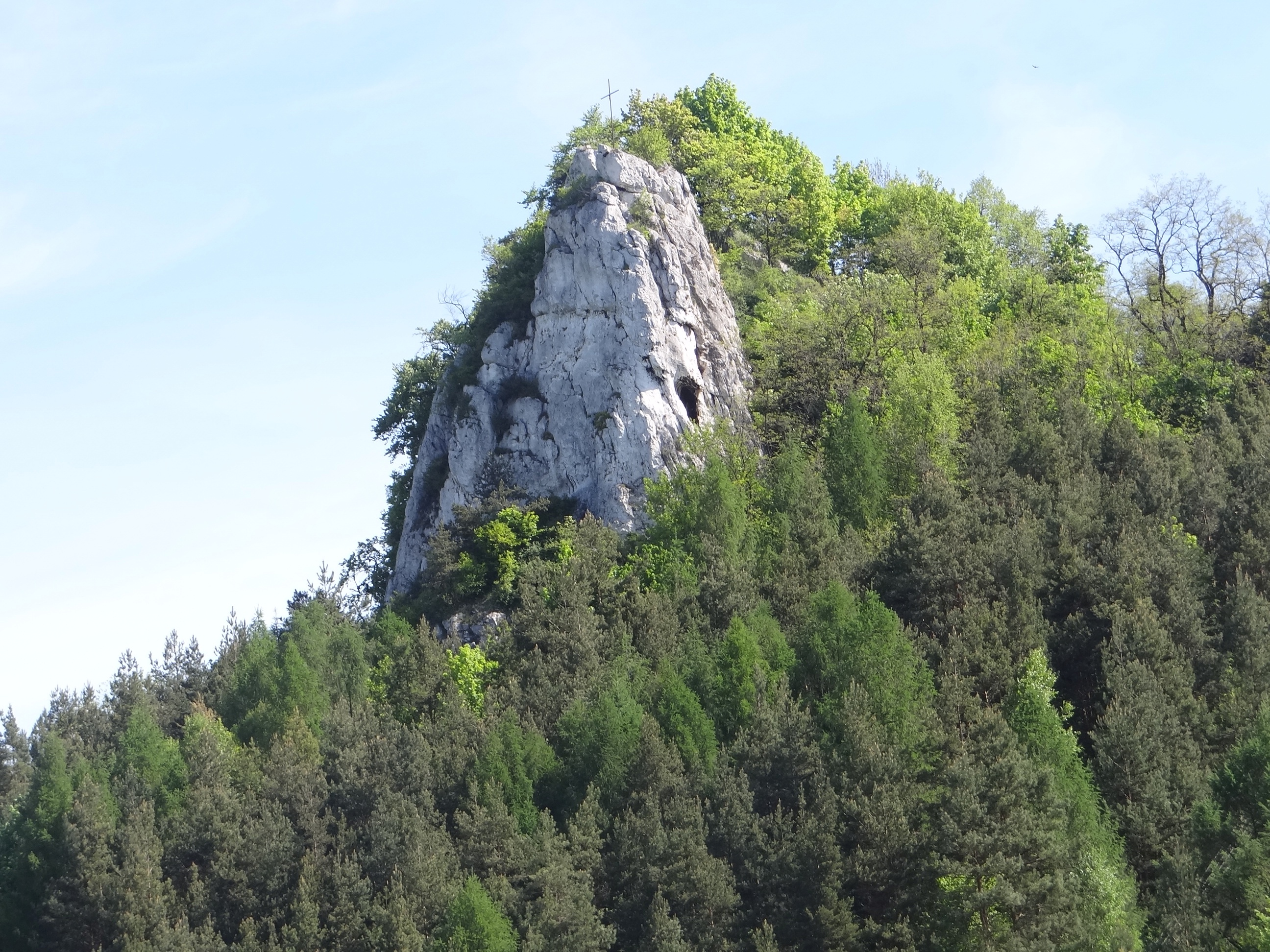
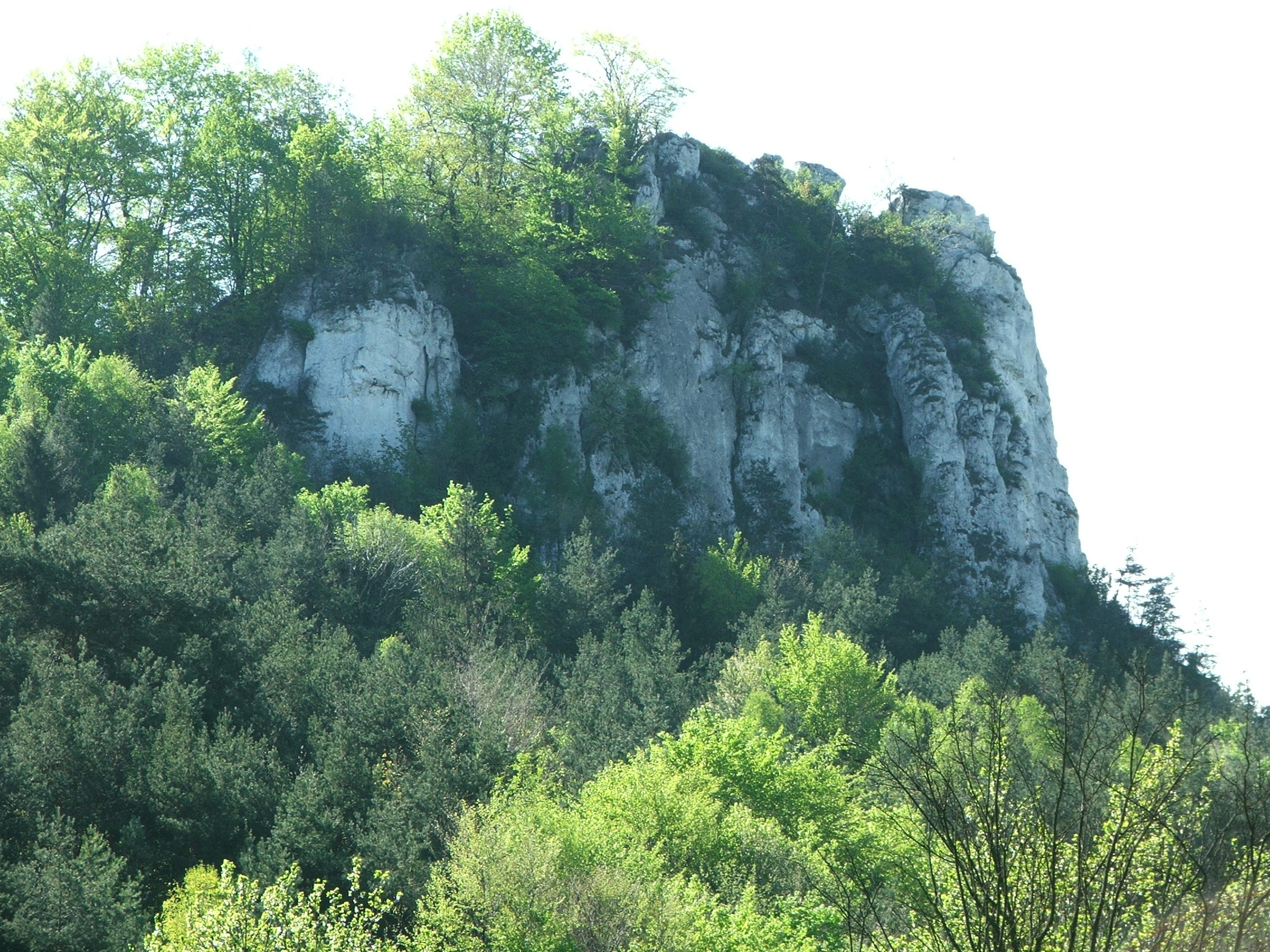
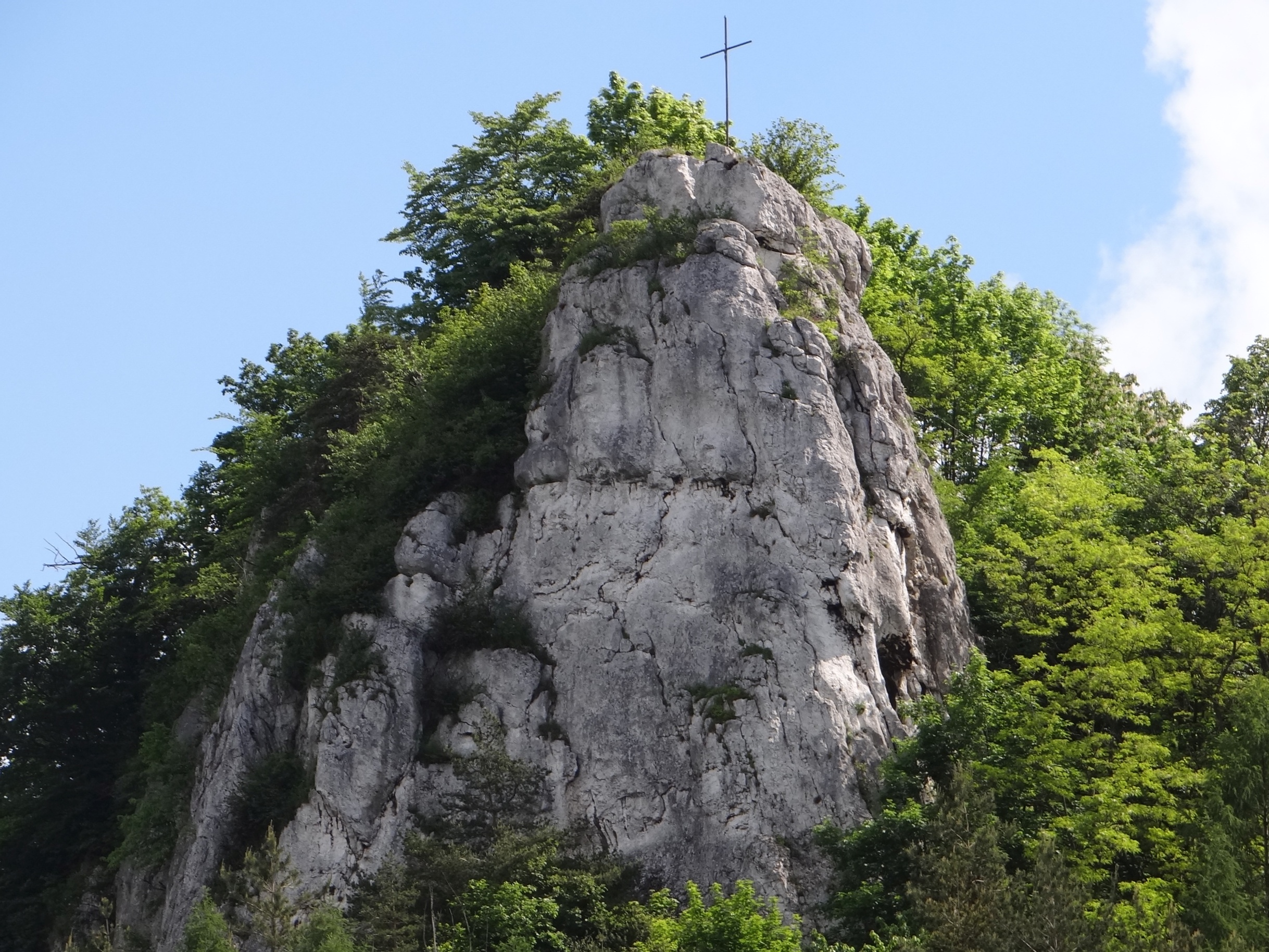
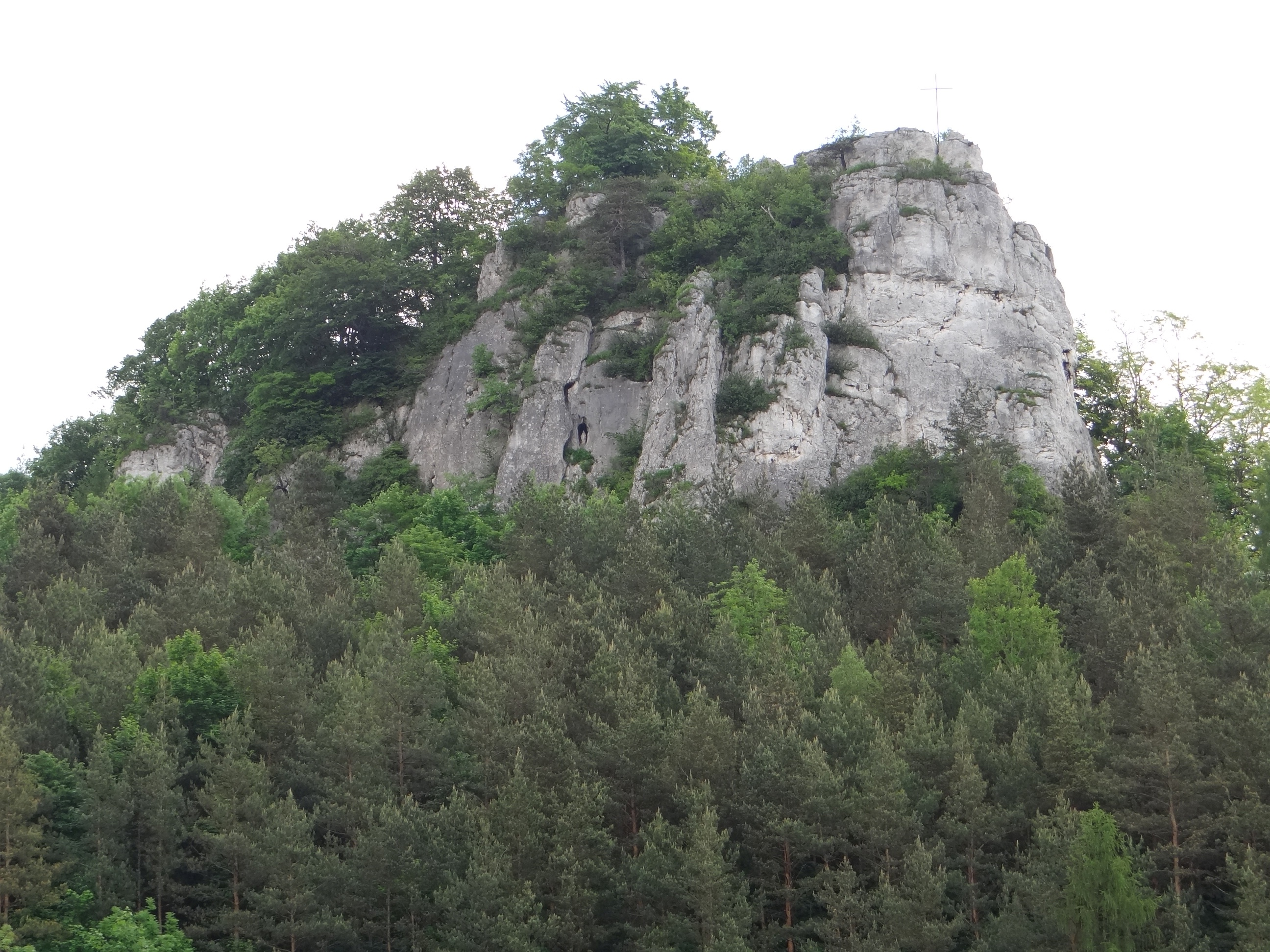
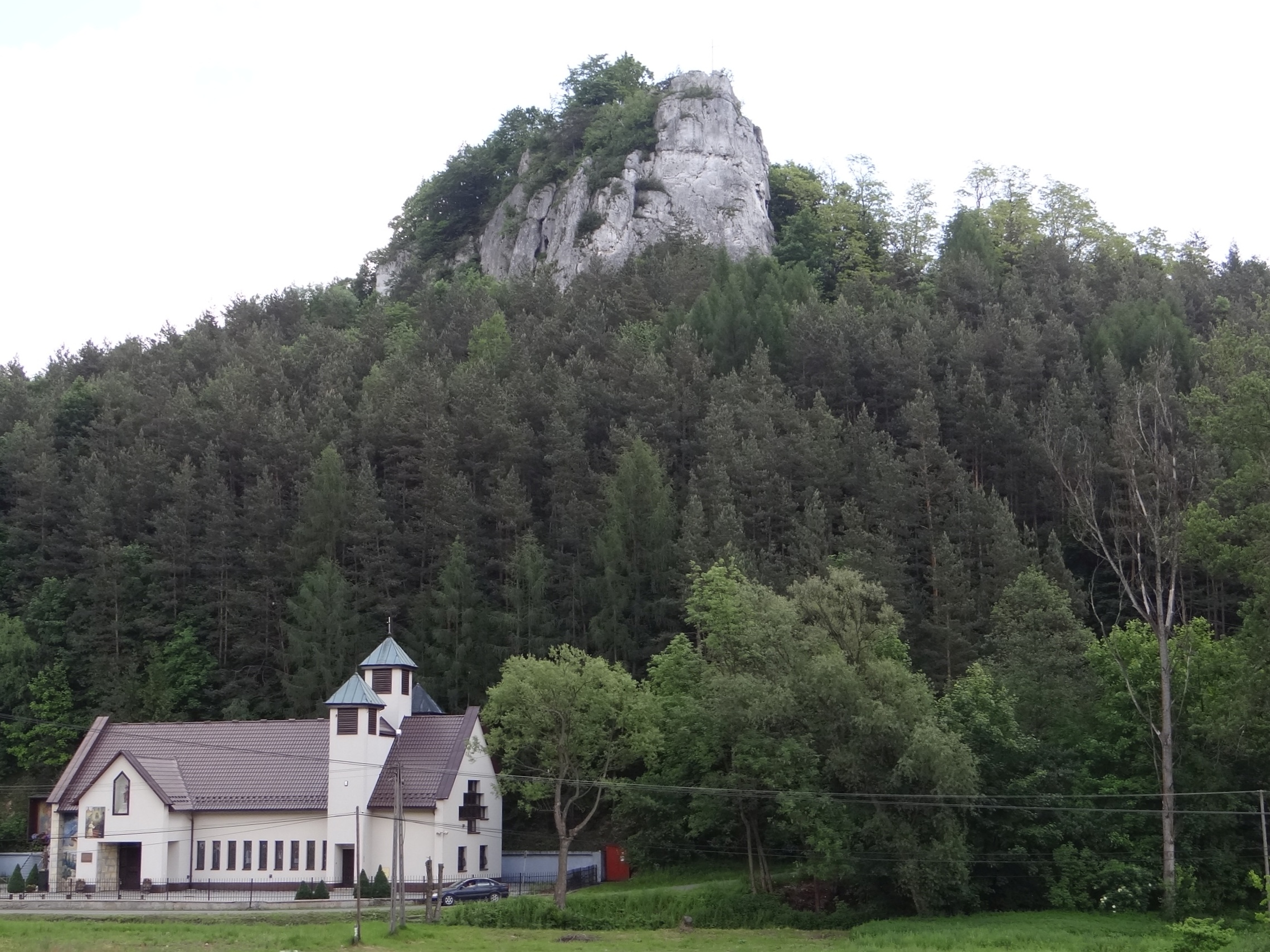

## Drogi wspinaczkowe
Łącznie jest 14 dróg wspinaczkowych o trudności od IV+ do VI.4 w skali polskiej. 12 z nich ma zamontowaną asekurację: ringi (r), spity (s), stanowiska zjazdowe (st) lub ringi zjazdowe (rz). Dostęp do ścian jest wyłącznie od strony zachodniej (przez las od asfaltowej drogi za potokiem Szklarka). Od pozostałych stron skała jest zabudowana i ogrodzona.

Lewa Brama
1. Aleja snajperów; VI.2/2+, 3r + 2s + st + rz, 15 m
2. Furia; VI.3/3+, 3r + 2s + st + rz, 15 m
3. Awantura o Baśkę; VI.3, 6r + 3s + rz, 21 m
4. Baza ludzi umarłych; VI.1, 7r + 3s + rz, 30 m
5. Pocahontas; VI.1+, 3r + 5s + rz, 21 m
6. Droga Bigaja; V, 23 m
7. Droga Gruchy; IV+, 30 m
8. Thriller; VI.4, 1r + 8s + st, 22 m
9. Taniec wampirów; VI.2+, 1r + 7s + st, 22 m
10. Tatrzańskie krajobrazy; VI+, 1r + 8 s + st, 22 m
11. Chuck Norris; VI.2+/3, 1r + 7s + st, 22 m
12. Zacięcie trzech muszkieterów; V+, 22 m
13. Filar Brodła; V+, 9r + st, 22 m
14. Droga z zawodów; IV+, 6r + st, 35 m[5].